# Héctor Placeres
Héctor Placeres ist ein ehemaliger uruguayischer Radrennfahrer.

## Sportliche Laufbahn
1959 gewann er bei den Panamerikanischen Spielen die Silbermedaille in der Mannschaftsverfolgung. 1958 gewann er eine Etappe der Uruguay-Rundfahrt und wurde 7. der Gesamtwertung. Im Etappenrennen Mil Millas Orientales wurde er beim Sieg von Claudio Rosa Dritter. 1959 siegte er in der Uruguay-Rundfahrt mit zwei Etappenerfolgen. 1960 wurde er Zweiter in diesem Etappenrennen hinter Walter Moyano.